# Philip Jönsson
Philip Jönsson, född 28 mars 1994, är en svensk parasportare som tävlar i sportskytte. Jönsson har Duchennes muskeldystrofi.
I Paralympiska spelen i Rio de Janerio kom Jönsson på 8 plats i både i 10 m luftgevär stående och liggande.
Jönsson tog guld i Paralympiska spelen i Tokyo i 10 m luftgevär stående, SH2, mixed. Han slog även paralympiskt rekord, med 252,8 poäng.
Philip Jönsson har även tagit VM-brons 2017 (R4), VM-silver 2017 (R5) och VM-silver 2015 (R4).